# Temporada 1993 de la NFL
La Temporada 1993 de la NFL fue la 74.ª en la historia de la NFL. Fue la única temporada en la historia de la liga donde todos los equipos de la jugaron su calendario de 16 juegos en un período de 18 semanas. Tras el éxito de la ampliación de la temporada regular a un período de 17 semanas en el año 1990, la liga esperó que este nuevo cambio generara aún más los ingresos. Sin embargo, los equipos sintieron que tener dos semanas de descanso durante la temporada regular era demasiado perjudicial para sus rutinas semanales, y así se volvieron a las 17 semanas inmediatamente después de que terminó la temporada.
Cuando los nuevos contratos de televisión se firmaron en diciembre de 1993, la CBS perdió sus derechos frente a la entonces incipiente cadena Fox.
La temporada finalizó con el Super Bowl XXVIII cuando los Dallas Cowboys derrotaron a los Buffalo Bills por segundo año consecutivo. Esta sigue siendo la única vez que ambos participantes del Super Bowl han sido los mismos en años consecutivos. Esta fue la última temporada en que los Bills llegaron a disputar un Super Bowl de manera consecutiva (entre 1990 y 1993, siendo ésta la cuarta), y hasta la fecha es el único equipo en la historia de la NFL en lograrlo, sin embargo, las perdieron todas. Los Cowboys se convirtieron en el primer equipo en ganar un Super Bowl después de perder sus dos primeros juegos de la temporada.

## Temporada regular
V = Victorias, D = Derrotas, E = Empates, CTE = Cociente de victorias [V+(E/2)]/(V+D+E), PF= Puntos a favor, PC = Puntos en contra
| Clasificado para los playoffs |

| Buffalo Bills(1)     | 12 | 4  | 0 | .750 | 329 | 242 |
| Miami Dolphins       | 9  | 7  | 0 | .563 | 349 | 351 |
| New York Jets        | 8  | 8  | 0 | .500 | 270 | 247 |
| New England Patriots | 5  | 11 | 0 | .313 | 238 | 286 |
| Indianapolis Colts   | 4  | 12 | 0 | .250 | 189 | 378 |

| Houston Oilers(2)      | 12 | 4  | 0 | .750 | 368 | 238 |
| Pittsburgh Steelers(6) | 9  | 7  | 0 | .563 | 308 | 281 |
| Cleveland Browns       | 7  | 9  | 0 | .438 | 304 | 307 |
| Cincinnati Bengals     | 3  | 13 | 0 | .188 | 187 | 319 |

| Kansas City Chiefs(3)  | 11 | 5  | 0 | .688 | 328 | 291 |
| Los Angeles Raiders(4) | 10 | 6  | 0 | .625 | 306 | 326 |
| Denver Broncos(5)      | 9  | 7  | 0 | .563 | 373 | 284 |
| San Diego Chargers     | 8  | 8  | 0 | .500 | 322 | 290 |
| Seattle Seahawks       | 6  | 10 | 0 | .375 | 280 | 314 |

| Dallas Cowboys(1)   | 12 | 4  | 0 | .750 | 376 | 229 |
| New York Giants(4)  | 11 | 5  | 0 | .688 | 288 | 205 |
| Philadelphia Eagles | 8  | 8  | 0 | .500 | 293 | 315 |
| Phoenix Cardinals   | 7  | 9  | 0 | .438 | 326 | 269 |
| Washington Redskins | 4  | 12 | 0 | .250 | 230 | 345 |

| Detroit Lions(3)     | 10 | 6  | 0 | .625 | 298 | 292 |
| Minnesota Vikings(5) | 9  | 7  | 0 | .563 | 277 | 290 |
| Green Bay Packers(6) | 9  | 7  | 0 | .563 | 340 | 282 |
| Chicago Bears        | 9  | 7  | 0 | .563 | 234 | 230 |
| Tampa Bay Buccaneers | 5  | 11 | 0 | .313 | 237 | 376 |

| San Francisco 49ers(2) | 10 | 6  | 0 | .625 | 473 | 295 |
| New Orleans Saints     | 8  | 8  | 0 | .500 | 317 | 343 |
| Atlanta Falcons        | 6  | 10 | 0 | .375 | 316 | 385 |
| Los Angeles Rams       | 5  | 11 | 0 | .313 | 221 | 367 |

### Desempates
- Buffalo fue el primer cabeza de serie de la AFC por delante de Houston basado en enfrentamientos directos (1-0).
- Denver fue el quinto cabeza de serie de la AFC por delante de Pittsburgh y Miami basado en un mejor registro de conferencia (8-4 contra 6-6 de los Steelers y 6-6 de los Dolphins).
- Pittsburgh fue el sexto cabeza de serie de la AFC por delante de Miami basado en enfrentamientos directos (1-0).
- San Francisco fue el segundo cabeza de serie de la NFC por delante de Detroit basado en enfrentamientos directos (1-0).
- Minnesota fue el quinto cabeza de serie de la NFC por delante de Green Bay basado en enfrentamientos directos (1-0).

## Postemporada
|  | Ronda Wild Card                            | Ronda Wild Card                            | Ronda Wild Card                            |    |               | Ronda divisional               | Ronda divisional               | Ronda divisional               |                             |                             | Finales de conferencia      | Finales de conferencia | Finales de conferencia |  |  | Super Bowl | Super Bowl | Super Bowl |
|  |                                            |                                            |                                            |    |               |                                |                                |                                |                             |                             |                             |                        |                        |  |  |            |            |            |
|  | 9 de enero – Giants Stadium                | 9 de enero – Giants Stadium                | 9 de enero – Giants Stadium                |    |               | 15 de enero – Candlestick Park | 15 de enero – Candlestick Park | 15 de enero – Candlestick Park |                             |                             |                             |                        |                        |  |  |            |            |            |
|  | 9 de enero – Giants Stadium                | 9 de enero – Giants Stadium                | 9 de enero – Giants Stadium                |    |               | 15 de enero – Candlestick Park | 15 de enero – Candlestick Park | 15 de enero – Candlestick Park |                             |                             |                             |                        |                        |  |  |            |            |            |
|  | 9 de enero – Giants Stadium                | 9 de enero – Giants Stadium                | 9 de enero – Giants Stadium                |    |               | 15 de enero – Candlestick Park | 15 de enero – Candlestick Park | 15 de enero – Candlestick Park |                             |                             |                             |                        |                        |  |  |            |            |            |
|  | 9 de enero – Giants Stadium                | 9 de enero – Giants Stadium                | 9 de enero – Giants Stadium                |    |               | 15 de enero – Candlestick Park | 15 de enero – Candlestick Park | 15 de enero – Candlestick Park |                             |                             |                             |                        |                        |  |  |            |            |            |
|  | #5                                         | Minnesota                                  | 10                                         |    |               | 15 de enero – Candlestick Park | 15 de enero – Candlestick Park | 15 de enero – Candlestick Park |                             |                             |                             |                        |                        |  |  |            |            |            |
|  | #5                                         | Minnesota                                  | 10                                         | #4 | N.Y. Giants   | 3                              |                                |                                |                             |                             |                             |                        |                        |  |  |            |            |            |
|  | #4                                         | N.Y. Giants                                | 17                                         | #4 | N.Y. Giants   | 3                              |                                |                                | 23 de enero - Texas Stadium | 23 de enero - Texas Stadium | 23 de enero - Texas Stadium |                        |                        |  |  |            |            |            |
|  | #4                                         | N.Y. Giants                                | 17                                         | #2 | San Francisco | 44                             |                                |                                | 23 de enero - Texas Stadium | 23 de enero - Texas Stadium | 23 de enero - Texas Stadium |                        |                        |  |  |            |            |            |
|  |                                            |                                            |                                            | #2 | San Francisco | 44                             |                                |                                | 23 de enero - Texas Stadium | 23 de enero - Texas Stadium | 23 de enero - Texas Stadium |                        |                        |  |  |            |            |            |
|  |                                            |                                            |                                            |    |               |                                |                                |                                | 23 de enero - Texas Stadium | 23 de enero - Texas Stadium | 23 de enero - Texas Stadium |                        |                        |  |  |            |            |            |
|  | 8 de enero – Pontiac Silverdome            | 8 de enero – Pontiac Silverdome            | 8 de enero – Pontiac Silverdome            | #2 | San Francisco | 21                             |                                |                                |                             |                             |                             |                        |                        |  |  |            |            |            |
|  | 8 de enero – Pontiac Silverdome            | 8 de enero – Pontiac Silverdome            | 8 de enero – Pontiac Silverdome            | #2 | San Francisco | 21                             | 16 de enero – Texas Stadium    |                                |                             |                             |                             |                        |                        |  |  |            |            |            |
|  | 8 de enero – Pontiac Silverdome            | 8 de enero – Pontiac Silverdome            | 8 de enero – Pontiac Silverdome            |    | #1            | Dallas                         | 38                             |                                |                             |                             |                             |                        |                        |  |  |            |            |            |
|  | 8 de enero – Pontiac Silverdome            | 8 de enero – Pontiac Silverdome            | 8 de enero – Pontiac Silverdome            |    | #1            | Dallas                         | 38                             |                                |                             |                             |                             |                        |                        |  |  |            |            |            |
|  | #6                                         | Green Bay                                  | 28                                         |    |               |                                |                                |                                |                             |                             |                             |                        |                        |  |  |            |            |            |
|  | #6                                         | Green Bay                                  | 28                                         | #6 | Green Bay     | 17                             |                                |                                |                             |                             |                             |                        |                        |  |  |            |            |            |
|  | #3                                         | Detroit                                    | 24                                         | #6 | Green Bay     | 17                             |                                |                                | 30 de enero – Georgia Dome  | 30 de enero – Georgia Dome  | 30 de enero – Georgia Dome  |                        |                        |  |  |            |            |            |
|  | #3                                         | Detroit                                    | 24                                         | #1 | Dallas        | 27                             |                                |                                | 30 de enero – Georgia Dome  | 30 de enero – Georgia Dome  | 30 de enero – Georgia Dome  |                        |                        |  |  |            |            |            |
|  |                                            |                                            |                                            | #1 | Dallas        | 27                             |                                |                                |                             | 30 de enero – Georgia Dome  | 30 de enero – Georgia Dome  |                        |                        |  |  |            |            |            |
|  |                                            |                                            |                                            |    |               |                                |                                |                                |                             | 30 de enero – Georgia Dome  | 30 de enero – Georgia Dome  |                        |                        |  |  |            |            |            |
|  | 8 de enero – Arrowhead Stadium             | 8 de enero – Arrowhead Stadium             | 8 de enero – Arrowhead Stadium             | N1 | Dallas        | 30                             |                                |                                |                             |                             |                             |                        |                        |  |  |            |            |            |
|  | 8 de enero – Arrowhead Stadium             | 8 de enero – Arrowhead Stadium             | 8 de enero – Arrowhead Stadium             | N1 | Dallas        | 30                             | 16 de enero – Astrodome        |                                |                             |                             |                             |                        |                        |  |  |            |            |            |
|  | 8 de enero – Arrowhead Stadium             | 8 de enero – Arrowhead Stadium             | 8 de enero – Arrowhead Stadium             |    | A1            | Buffalo                        | 13                             |                                |                             |                             |                             |                        |                        |  |  |            |            |            |
|  | 8 de enero – Arrowhead Stadium             | 8 de enero – Arrowhead Stadium             | 8 de enero – Arrowhead Stadium             |    | A1            | Buffalo                        | 13                             |                                |                             |                             |                             |                        |                        |  |  |            |            |            |
|  | #6                                         | Pittsburgh                                 | 24                                         |    |               |                                |                                |                                |                             |                             |                             |                        |                        |  |  |            |            |            |
|  | #6                                         | Pittsburgh                                 | 24                                         | #3 | Kansas City   | 28                             |                                |                                |                             |                             |                             |                        |                        |  |  |            |            |            |
|  | #3                                         | Kansas City                                | 27*                                        | #3 | Kansas City   | 28                             |                                |                                | 23 de enero - Rich Stadium  | 23 de enero - Rich Stadium  | 23 de enero - Rich Stadium  |                        |                        |  |  |            |            |            |
|  | #3                                         | Kansas City                                | 27*                                        | #2 | Houston       | 20                             |                                |                                | 23 de enero - Rich Stadium  | 23 de enero - Rich Stadium  | 23 de enero - Rich Stadium  |                        |                        |  |  |            |            |            |
|  |                                            |                                            |                                            | #2 | Houston       | 20                             |                                |                                | 23 de enero - Rich Stadium  | 23 de enero - Rich Stadium  | 23 de enero - Rich Stadium  |                        |                        |  |  |            |            |            |
|  |                                            |                                            |                                            |    |               |                                |                                |                                | 23 de enero - Rich Stadium  | 23 de enero - Rich Stadium  | 23 de enero - Rich Stadium  |                        |                        |  |  |            |            |            |
|  | 9 de enero – Los Angeles Memorial Coliseum | 9 de enero – Los Angeles Memorial Coliseum | 9 de enero – Los Angeles Memorial Coliseum | #3 | Kansas City   | 13                             |                                |                                |                             |                             |                             |                        |                        |  |  |            |            |            |
|  | 9 de enero – Los Angeles Memorial Coliseum | 9 de enero – Los Angeles Memorial Coliseum | 9 de enero – Los Angeles Memorial Coliseum | #3 | Kansas City   | 13                             | 15 de enero – Rich Stadium     |                                |                             |                             |                             |                        |                        |  |  |            |            |            |
|  | 9 de enero – Los Angeles Memorial Coliseum | 9 de enero – Los Angeles Memorial Coliseum | 9 de enero – Los Angeles Memorial Coliseum |    | #1            | Buffalo                        | 30                             |                                |                             |                             |                             |                        |                        |  |  |            |            |            |
|  | 9 de enero – Los Angeles Memorial Coliseum | 9 de enero – Los Angeles Memorial Coliseum | 9 de enero – Los Angeles Memorial Coliseum |    | #1            | Buffalo                        | 30                             |                                |                             |                             |                             |                        |                        |  |  |            |            |            |
|  | #5                                         | Denver                                     | 24                                         |    |               |                                |                                |                                |                             |                             |                             |                        |                        |  |  |            |            |            |
|  | #5                                         | Denver                                     | 24                                         | #4 | L.A. Raiders  | 23                             |                                |                                |                             |                             |                             |                        |                        |  |  |            |            |            |
|  | #4                                         | L.A. Raiders                               | 42                                         | #4 | L.A. Raiders  | 23                             |                                |                                |                             |                             |                             |                        |                        |  |  |            |            |            |
|  | #4                                         | L.A. Raiders                               | 42                                         | #1 | Buffalo       | 29                             |                                |                                |                             |                             |                             |                        |                        |  |  |            |            |            |
|  |                                            |                                            |                                            | #1 | Buffalo       | 29                             |                                |                                |                             |                             |                             |                        |                        |  |  |            |            |            |

- Local en cada partido: El local en cada partido es el equipo mejor clasificado, el equipo de abajo en el cuadro, excepto en el Super Bowl que es un estadio neutral.

* Indica victoria en tiempo extra.

## Premios anuales
Al final de temporada se entregan diferentes premios reconociendo el valor del jugador durante la temporada entera.
| Premio                     | Ganador           | Posición         | Equipo              |
| -------------------------- | ----------------- | ---------------- | ------------------- |
| Jugador más valioso        | Emmitt Smith      | Running back     | Dallas Cowboys      |
| Jugador ofensivo del año   | Jerry Rice        | Wide receiver    | San Francisco 49ers |
| Jugador defensivo del año  | Rod Woodson       | Cornerback       | Pittsburgh Steelers |
| Entrenador del año         | Dan Reeves        | Head Coach       | New York Giants     |
| Novato ofensivo del año    | Jerome Bettis     | Running back     | Los Angeles Rams    |
| Novato defensivo del año   | Dana Stubblefield | Defensive tackle | San Francisco 49ers |
| Regreso del año            | Marcus Allen      | Running back     | Kansas City Chiefs  |
| Hombre del Año             | Derrick Thomas    | Linebacker       | Kansas City Chiefs  |
| Jugador más valioso del SB | Emmitt Smith      | Running back     | Dallas Cowboys      |